# Wass György
Gróf cegei és szentegyedi Wass György (Cege, 1877. január 18. – Budapest, 1929. március 15.) erdélyi magyar költő, elbeszélő, lapszerkesztő.

## Életútja, munkássága
Wass Jenő gróf és Bakó Mária fia, Wass Sámuel közgazdász-politikus unokája volt. Középiskoláit a budapesti Piarista Főgimnáziumban végezte, jogi diplomáját a Pozsonyi Királyi Jogakadémián (1899), doktori fokozatát a Kolozsvári Magyar Királyi Ferenc József Tudományegyetemen szerezte (1900). Az egyetem elvégzése után Szolnok-Doboka vármegye aljegyzője volt 1902–1918 közt.
Bohém, kalandos életet élt, párbajozott is. Élete végén Cegén lakott norvég feleségével, az ápolónő Larsen Signével (†1968), egy parasztházban. Nem születtek gyermekeik, így ez az ág vele kihalt.
Írt népszínművet (A falu babonája. Előadták Désen, 1902-ben), verseket (Őszi mesék. Dés, 1903; Hópelyhek, Dés, 1911), elbeszéléseket (Asszonyok. Karcolatok, Dés, 1904). 1903–1905-ben a Dési Hírlap felelős szerkesztője volt. Írásaiból közölt a Szamos-völgyi Almanach (Kolozsvár, 1910).